# Listă de fonduri pentru dezvoltare
Aceasta este o listă de fonduri pentru dezvoltare:
- Fondul European Agricol pentru Dezvoltare Rurală
- Fondul European de Adaptare la Globalizare
- Fondul European de Dezvoltare Regională
- Fondul European pentru Garantare în Agricultură
- Fondul de Garantare a Creditului Rural
- Fondul Internațional pentru Dezvoltare Agricolă — FIDA
- Fondul Național pentru Întreprinderile Mici și Mijlocii (numit și Fondul Național de Garantare a Creditelor pentru IMM)
- Fondul Național de Dezvoltare
- Fondul Social European
- ISPA
- PHARE
- SAPARD

Programe operaționale sectoriale și regionale:
- Programul Național de Dezvoltare Rurală - PNDR
- Programul Operațional Regional - POR
- Programul Operațional Asistență Tehnică - POAR
- Programul Operațional Dezvoltarea Capacității Administrative - PODCA
- Programul Operațional Sectorial Creșterea Competitivității Economice - POSCCE
- Programul Operațional Sectorial Dezvoltarea Resurselor Umane - POSDRU
- Programul Operațional Sectorial de Mediu - POSMEDIU
- Programul Operațional Sectorial Transport - POST
- Programul Operațional pentru Pescuit - POP